# クモバエ
クモバエは、ハエ目・シラミバエ上科・クモバエ科に属するハエの総称。コウモリに外部寄生し吸血する。英語では近縁のコウモリバエ科とともにbat fliesと呼ばれる。世界から3亜科11属285種、日本から11種が知られている。
成虫は体長2－5mm。身体は褐色で扁平。翅を持たず、発達した脚を持ち、眼は退化して、頭部は小さく背中側に折り返されており、一見クモのような外見をしている。メスは卵でなく成長した幼虫を1回に1匹だけ産み、幼虫は産み落とされるとすぐに蛹になる。同様の生態を持つシラミバエ科、コウモリバエ科とともに、かつては蛹生類と呼ばれていた。

## 生態
卵はメスの体内で受精、孵化し、そのまま幼虫は母体から供給される栄養液を吸収して生長し3齢になる。幼虫が十分生長すると、メスは日中、宿主のコウモリが休息している間に、宿主の体を一時的に離れて宿主のねぐらに産仔する。マレーシアのBasilia hispidaほか数種の場合では、蛹は約25日で羽化し、成虫は羽化後5－6日で性成熟する。交尾は新しく生まれた成虫同士か産仔のために来たメスとの間で行われる。成熟したメスは9日間隔で産仔する。後胚発生以後の死亡の大部分は成虫の期間に起こり、その主要な原因は宿主による捕食である。メスはオスより長生きで、野外での平均余命は5－6週間である。